# Here, There and Everywhere
"Here, There and Everywhere" és una cançó de la banda anglesa de rock The Beatles del seu àlbum de 1966 Revolver. Una balada amorosa, va ser escrita per Paul McCartney i acreditada a Lennon-McCartney. McCartney l'inclou entre les seves preferides personals de les cançons que ha escrit. L'any 2000, Mojo la va classificar en quart lloc a la llista de les millors cançons de tots els temps de la revista.

## Inspiració i antecedents
McCartney va començar a escriure "Here, There and Everywhere" a la casa de Lennon a Weybridge, a principis de juny, mentre esperava que Lennon es despertés. McCartney va recordar: "Em vaig asseure a la piscina en una de les gandules amb la meva guitarra i vaig començar a tocar en mi. I aviat [vaig] tenir uns quants acords, i crec que quan s'havia despertat, tenia un bona part de la cançó escrita, així que la vam portar a l'interior i la vam acabar".
Quan ha parlat de la seva cançó "Here, There and Everywhere", McCartney ha citat sovint "God Only Knows" dels Beach Boys, la seva cançó pop preferida de tots els temps, com a font d'inspiració. El 1990, McCartney va dir al biògraf dels Beach Boys, David Leaf, que era "només la introducció que està influenciada [pels Beach Boys]", en referència a les harmonies que ell i Lennon van idear per a les línies d'obertura de "Here, There and Everywhere". McCartney va afegir que, amb aquest estil de presentació, volien plasmar la idea "antiquada" d'un preàmbul de la cançó.

## Estructura musical
L'autor Kenneth Womack descriu "Here, There and Everywhere" com una balada romàntica "sobre viure en l'aquí i ara" i "experimentar plenament el moment conscient". El vers es basa en una seqüència d'acords majors ascendents, mentre que la forma AABA central (de fet, 4 compassos), que modula al relatiu major de la tònica, si hagués estat menor, crea un contrast revelador. La introducció que comença "To lead a better life" s'obre en la tonalitat de sol i implica una progressió d'acords I–iii– ♭ III–ii–V. L'acord ♭ III (B ♭ ) a "I need my love to be here" (arpegiat a la línia melòdica) és un substitut dissonant del VI (Mi7) més previsible que normalment portaria a l'acord ii (Lam). El crític musical Richie Unterberger considera que aquesta "dramàtica obertura [lírica]" conté "un to gairebé filosòfic d'humilitat, reconeixent que el cantant necessita la seva dona no només per ser feliç, sinó també per ser una millor persona".
El vers s'obre fortament ancorat a "Here" en la tonalitat de sol i es mou igualment de manera previsible a un canvi d'acord I–ii–iii–IV (Sol–Lam–Sim–Do) mitjançant "making each day of the year". Això es repeteix a "Changing my life with a wave"; però immediatament després (al compàs 5) la cançó de fet canvia a "of the hand". Baixa sis semitons des del IV (acord de Do) fins a un vii (Fa ♯ m) [afegir una escala que no sigui Sol#] i després un acord V-de-vi (Si7 ) [afegir una escala que no sigui Sol♯] que modula breument cap a una nova tònica mi menor. McCartney canta majoritàriament una nota Si ("of the hand") tant sobre Fa♯ m, on és l'onzena, com sobre Si7, on és la tònica. Quan la seqüència es repeteix ("nobody can"), McCartney canta tant Si com Do♮ sobre el Fa♯ m, el Do natural produint un tríton.
La fascinació harmònica pel segment del pont que comença "I want her everywhere" (la vull a tot arreu) és que en aquell moment el centre de la clau va "a tot arreu". Es canvia mitjançant un acord de Fa7 (a ♭ VII a la clau de sol antiga i una V7 a la nova tecla de si ♭) a una progressió d'acords I–vi–ii (Si♭ –Solm–Dom) en si♭ major. A continuació, torna a canviar mitjançant un acord de Re7 (un III7 a l'antiga tecla Si♭ i un V7 a la nova tecla Solm) a Sol menor on anem per la progressió ai–iv (acord Solm–Dom). Finalment, el pivot de Re7 ens porta de nou a la tònica de sol major i la nota de melodia de sol reforçada d'"Everywhere".
Rolling Stone ha assenyalat: "La seqüència d'acords de la melodia té la influència de Brian Wilson, deambulant a través de tres tecles relacionades sense assentar-se mai completament en una, i les modulacions, especialment la de la línia 'canviant la meva vida amb un moviment de la seva mà', amb habilitat. subratlla la lletra, inspirada en la xicota de McCartney, l'actriu Jane Asher ".

## Gravació
Els Beatles van gravar "Here, There and Everywhere" cap al final de les sessions per al seu àlbum de 1966 Revolver. La banda va treballar en la cançó als Abbey Road Studios durant tres sessions: els dies 14, 16 i 17 de juny. Abans de fer overdubs, van gravar 13 preses abans d'aconseguir una pista bàsica satisfactòria.
L'enregistrament destaca per les seves cors de suport en capes, que McCartney, Lennon i George Harrison van passar gran part dels tres dies intentant perfeccionar. McCartney va explicar a la sèrie de ràdio de 1989 McCartney on McCartney que les veus havien de tenir un so Beach Boys; també ha dit que intentava cantar-lo a l'estil de Marianne Faithfull. La veu principal de McCartney a l'enregistrament és multipista. Al seu llibre Revolution in the Head, Ian MacDonald també comenta que la part de la guitarra principal d'Harrison se li dona un to semblant a la mandolina mitjançant un efecte d'altaveu Leslie, abans que adopti un "timbre semblant a una banya" per al final de la cançó.

## Alliberament i recepció
"Here, There and Everywhere" es va publicar l'agost de 1966 com a cinquena cançó de Revolver, seqüenciada entre "Love You To" d'estil indi de Harrison i la cançó infantil "Yellow Submarine". En escriure sobre el seu posicionament en el disc, el crític musical Tim Riley diu que "Here, There and Everywhere" "domestica" els "erotismes" de "Love You To", i elogia la composició com "la cançó més perfecta" que McCartney ha fet mai. A la seva ressenya per a AllMusic, Richie Unterberger descriu "Here, There and Everywhere" com una de les "contribucions destacades" de l'autor al gènere de les "balades amoroses" i una cançó amb "el so d'un estàndard instantani". Unterberger comenta sobre l'enregistrament: "La delicadesa de l'execució és exquisida, la imatgeria sensual més explícita, el sentit del desig i la realització tangibles".
Menys impressionat, Ian MacDonald va admirar "l'enginy de la música", però va concloure que "malgrat tot el seu encant de enfocament suau, l'efecte general de la cançó és curiós i bastant empalagós". En el seu capítol sobre Revolver al llibre The Album, James Perone descriu "Here, There and Everywhere" com una "balada amorosa de mitjans dels anys 60 que podria trobar el seu camí a la llista de plats per a bandes en un ball de graduació" i una cançó que a alguns oients els sembla "d'almívar i pastosa". Chris Coplan de Consequence of Sound la combina amb "Got to Get You into My Life" com a cançons que "aparentment estan fora de lloc" a Revolver enmig de la música obertament psicodèlica i experimental que caracteritza l'àlbum.
A la seva biografia autoritzada, Many Years from Now, McCartney anomena "Here, There and Everywhere" com una de les seus favorites personals. El productor dels Beatles George Martin també la va destacar entre les seves cançons preferides de McCartney. Lennon va dir a McCartney que "Here, There and Everywhere" era "la millor melodia" de Revolver. En una entrevista de 1980 per a la revista Playboy, Lennon la va descriure com "una de les meves cançons preferides dels Beatles".
L'any 2000, Mojo va col·locar "Here, There and Everywhere" al número 4 de la seva llista de les millors cançons de tots els temps. L'abril de 2004, Rolling Stone la va classificar en el lloc 25 de les "100 millors cançons dels Beatles". Art Garfunkel ha citat aquesta com la seva cançó pop preferida de tots els temps.
McCartney va tornar a gravar la cançó per al seu àlbum de banda sonora de 1984 Give My Regards to Broad Street i també la va interpretar a MTV el 1991, publicada a Unplugged (The Official Bootleg).

## Versions
Unterberger destaca Emmylou Harris entre els artistes notables que han gravat "Here, There and Everywhere". La versió d'Harris es va convertir en un èxit menor el 1976, aconseguint el número 65 al Billboard Hot 100 i el número 13 a la llista Adult Contemporary als Estats Units. Va arribar al número 30 a la llista oficial de música del Regne Unit. Frank Ocean va interpolar la seva lletra al seu àlbum Blonde del 2016, pel qual Lennon–McCartney va rebre un crèdit d'escriptura.
Bruce Welch dels Shadows va afirmar a la seva autobiografia que McCartney va oferir la melodia al guitarrista principal de Shadows , Hank Marvin, abans de l'enregistrament dels Beatles. Marvin finalment va llançar una versió instrumental de la cançó al seu àlbum de 2007 Guitar Man.
El fill de Lennon, Sean, i Elvis Costello, van versionar la cançó el 2022 per celebrar el 80è aniversari de McCartney.

## En la cultura popular
A la sèrie de televisió Friends, aquesta cançó es reprodueix amb tambors d'acer quan Phoebe Buffay camina pel passadís durant el seu casament. Va ser la segona vegada que una cançó escrita per McCartney s'utilitzava en una seqüència de noces de la sèrie, la primera va ser "My Love" quan Chandler i Monica es van casar.
El personatge de Gary Sparrow canta la cançó al piano en un episodi de la sèrie Goodnight Sweetheart.
Geoff Emerick, que va dissenyar molts dels enregistraments dels Beatles, va utilitzar el títol de la cançó per a les seves memòries del 2006 Here, There, and Everywhere: My Life Recording the Music of The Beatles.

## Personal
Segons Ian MacDonald:
- Paul McCartney : veu principal de doble pista, guitarra rítmica,[14][27] baix, espetecs de dits
- John Lennon: cors de suport, espetecs de dits
- George Harrison: guitarra solista, cors, espetecs de dits
- Ringo Starr: bateria, espetecs de dits